# 安德雷·塞庫林
安德雷·塞庫林（義大利語：Andrea Seculin；1990年7月14日—）是一位意大利足球運動員。在場上的位置是守門員。他現在效力於意大利足球甲級聯賽球隊切沃。他曾效力於佛罗伦萨。